# Tigerhai (U-Boot)
Tigerhai ist ein deutscher zweisitziger U-Boot-Typ. Es ist das erste U-Boot, das ganz aus innen durch einen Stahlrahmen verstärktem glasfaserverstärkten Kunststoff (GFK) besteht. Das Mini-U-Boot wurde durch die Firma Silverstar von Anton Dinkel und Helge Biermann für den privaten Zweck in Wertheim in Baden-Württemberg gefertigt. Das Unternehmen war mit dem „Tigerhai“ bis zu einem Unfall am 16. Januar 1965 im Lago Maggiore auf dem Sprung zum erfolgreichen Hersteller von Mini-U-Booten.

## Geschichte
Der Gedanke, ein für den privaten Gebrauch geeignetes Kleinst-U-Boot zu bauen, war um 1960 herum nicht neu. Der Wertheimer Erfinder Anton Dinkel und sein Partner Helge Biermann versprachen sich vieles daraus, andere als die klassischen Wege im U-Boot-Bau zu begehen: Stahlboote sind schwer, während der Griff zu Glasfasermatten zum damaligen Zeitpunkt eine revolutionäre Entwicklung war.
Das „U-Boot für jedermann“, das als äußerst spartanisch ausgerüstetes Unterwasserfahrzeug in Serie gebaut werden sollte, sollte etwa so viel wie ein Mittelklasse-PKW kosten.
Der erste „Tigerhai“, ein zweisitziges U-Boot, wurde 1963 in Wertheim, der Heimat Dinkels, zusammengebaut. Die Leistung war enorm, vor allem, weil vieles völlig neu konstruiert werden musste. Aber der erste Erfolg gab Dinkel und seinem Partner recht. Der „Tigerhai“ absolvierte mehrere Versuche in der Versuchsanstalt für Wasserbau und Schiffbau in Berlin und erhielt eine Klassifikation durch den Germanischen Lloyd. Immer mehr Bestellungen für den „Tigerhai“ gingen ein. Das kleine, wendige Zweimann-U-Boot durfte sogar in einem der damals beliebten Edgar-Wallace-Krimis mittauchen. Auch Militärs und Geheimdienste interessierten sich.
Vor Aufnahme der Produktion im alten Wertheimer Schlachthof Anfang 1964 nahm Dinkel Bankkredite auf und gründete die Firma „Silverstar Produktion Wertheim GmbH“. Biermann nahm bei der Volksbank Wertheim Kredit auf und schrieb die „Silverstar Vertrieb GmbH München“, die den Vertrieb übernehmen sollte, ins Handelsregister ein.
Breite Bekanntheit erlangte der „Tigerhai“ jedoch erst mit einer Tragödie. Im Lago Maggiore vor Locarno (Schweiz) sollte am 16. Januar 1965 eine halbstündige Tauchvorführung stattfinden. Der italienische Ingenieur Eduardo De Pauli und der Schweizer Kameramann Franco Vigano verschwanden mit dem „Tigerhai“ im See. Das Boot tauchte nicht mehr auf. Erst sechs Monate später wurde der „Tigerhai“ mit den Leichen gefunden. Die Autopsie ergab, dass beide Insassen an einer Kohlenstoffdioxidvergiftung gestorben waren. Schweizer Polizeiermittler bestätigten, dass die Ursache des Unglücks eine Kette menschlichen Versagens war: De Pauli trimmte das Boot nicht korrekt, was den „Tigerhai“ kopflastig machte. Zudem waren die Sauerstoffflaschen nicht geöffnet, die Patronen zur CO2-Filterung waren nicht angeschlossen und die Notfall-Ausrüstung nicht an Bord.
Nach dem Unglück und der exklusiven Berichterstattung durch den Stern war der Ruf des „Tigerhais“ ruiniert. Es wurden lediglich 15 Exemplare des U-Bootes weltweit ausgeliefert. 15 weitere befanden sich im Bau. Rund 130 Verträge über weitere U-Boote waren abgeschlossen. Das von Dinkel bei Banken geliehene Fremdkapital war jedoch 1966 aufgebraucht. Angestrebte Kooperationen mit der Messerschmitt AG, Quandt oder Sikorsky kamen nicht mehr zustande.

## Technische Daten
Der nahtlos aus glasfaserverstärktem Kunststoff (GFK) gefertigte Bootskörper hat eine Wandstärke der Außenhaut von 30 bis 40 Millimeter.
- Länge: 5,30 Meter
- Besatzung: 2 Personen, die durch je eine 10 Kilogramm schwere Plexiglaskuppel einen Rundumblick haben
- Verdrängung: 1,5 Kubikmeter
- Tauchzeit: bis 6,5 Std.
- Tauchtiefe: max. 35 Meter, bis eine Auftauchautomatik eingreift.[5]
- Geschwindigkeit: 10 km/h (über Wasser); 7 km/h (unter Wasser)
- Motor: 1 × Zwei-PS-Elektromotor von AEG
- Batterieleistung: 12 Std. (Fahrstufe I + II); 2,5 Std. (Fahrstufe III)